# Exte: Hair Extensions
Exte: Hair Extensions (エクステ?, Ekusute) è un film del 2007, diretto da Sion Sono.

## Trama
La polizia scopre nel porto un container contenente delle extension e il cadavere di una ragazza. Una volta portato il corpo all'obitorio ed effettuato su di esso l'autopsia, si scopre che alla ragazza sono stati asportati tutti gli organi interni. La polizia è convinta che siano stati venduti al mercato nero dei trapianti illegali. Il cadavere viene preso in consegna da Gunji Yamazaki, l'inserviente dell'obitorio, un feticista dei capelli. Yamazaki scopre che i capelli della donna continuano a crescere velocemente, e trafuga il cadavere, portandolo nel suo strano appartamento.
Yuko Mizushima è una ragazza che lavora come apprendista parrucchiera nel salone Gilles de Rais. Una mattina trova davanti alla porta del suo appartamento la nipote Mami, una bambina picchiata continuamente dalla madre Kiyomi, una ragazza sbandata. Mami è spaventata e chiede continuamente scusa. Nell'appartamento che Yuko divide con l'amica Yuki fa improvvisamente irruzione Kiyomi, che tenta di portare con sé Mami. Yuko, dopo aver notato i segni di violenza sul corpo della bambina, si oppone e decide di tenerla con sé.
Intanto Yamazaki inizia a vendere le extension, ricavate dai capelli tagliati al cadavere, ai parrucchieri della zona. Una volta venute a contatto con le extension, le donne che le possiedono hanno delle allucinazioni in cui rivivono le orribili violenze subite dalla ragazza trovata cadavere al porto, e impazziscono. Inoltre le extension prendono vita e aggrediscono chiunque si avvicini a loro, uccidendoli.
Dopo aver notato Yuko, Yamazaki inizia ad essere ossessionato dai suoi capelli, e rapisce la ragazza e Mami, portandole nel suo appartamento, dove due poliziotti che indagavano su di lui sono rimasti imprigionati in una massa enorme di capelli. Una volta uccisi i due poliziotti, Yamazaki si appresta a impadronirsi dei capelli di Yuko, ma il cadavere della ragazza non glielo permette, soffocandolo con i suoi capelli.

## Stile
Il film appartiene al J-Horror, ma le frequenti scene grottesche e il surreale finale ne fanno un prodotto personale e originale. In un'intervista, Sion Sono ha dichiarato di voler realizzare una parodia del J-Horror. Il film presenta degli stilemi tipici del cinema del regista, come il continuo uso della macchina a mano, la famiglia allo sbando (Noriko's Dinner Table) e le violenze sui minori (Strange Circus).

## Riconoscimenti
- 2007 - Austin Fantastic Fest
  - Miglior film